# Eva Åkesson
Eva Åkesson (nom complet:Eva Barbro Helen Åkesson) (Ängelholm, 30 de desembre de 1961) és professora sueca de física química i, des de 2012, rectoressa de la Universitat d'Uppsala. Anteriorment va ocupar aquest mateix càrrec a la Universitat de Lund.

## Carrera
Després de prendre el programa de ciències socials a l'Escola Secundària Superior d'Ängelholm, Åkesson va estudiar química a la Universitat d'Umeå, on va realitzar un doctorat en química física el 1989. Posteriorment es va unir a la facultat de la Universitat de Lund com a investigadora i professora, i més tard com a directora d'estudis en química. El 2003, el rector Göran Bexell la va nomenar per a un dels dos llocs recentment establerts com a vicerectora en la Universitat de Lund, amb especial responsabilitat en els estudis de pregrau.
L'any 2008 va ser invitada a sol·licitar el lloc de rector, per succeir a Bexell. Encara que per Eriksson va ser nomenada rectoressa, la junta de la universitat va deixar en clar des d'un principi que desitjava veure Åkesson com a rectoressa de la universitat, i va ser nomenada formalment per a aquest càrrec el 15 de desembre de 2008. Va ser pro rectoressa, entre 2009-2011, aquest darrer any es va convertir en professora de física química a la Universitat de Lund.
L'11 d'octubre de 2011, la Junta Universitària de la Universitat d'Uppsala va proposar a Eva Åkesson com la nova rectoressa -coneguda formalment com a Rectrix Magnifica-. El 24 de novembre de 2011, el govern va decidir nomenar al seu rector a partir de l'1 de gener de 2012, succeint a Anders Hallberg. La inauguració es va portar a terme el 16 de desembre de 2011. Va ser la primera dona que es va convertir en rectoressa de la Universitat d'Uppsala.
Al febrer de 2014, vuit degans -caps de facultat- i tres vicerectors -que dirigien els Dominis Disciplinaris de la universitat- a la universitat d'Uppsala van exigir que Åkesson deixés el seu lloc, amb al·legats d'un estil de lideratge deficient de la seva part. El consell universitari o consistori, li va donar a Åkesson el seu vot de confiança i ella es va quedar, mentre que els tres vicerectors van deixar els seus càrrecs. Un any més tard, Åkesson va comentar sobre la crisi de lideratge, dient que ella podia haver-se'n preparat millor per a la seva posició com a rector.

## Honors
- Membre de la Reial Societat de les Arts i les Ciències d'Uppsala, 2011.
- Membre honorari de la nació de les Terres Altes, 2012
- Membre honorari de Rotary Östra Uppsala, 2014
- Membre honorari de la Unió d'Estudiants de Ciències de Lund, 2014
- Curador honorari, nacions estudiantines de Lund, 2014
- Doctorat Honorari, Universitat d'Edimburg, juny de 2015